# Rusia Menor
Rusia Menor, Pequeña Rusia o Pequeña Rus (en ruso: Малороссия, Малая Россия, Малая Русь, romanizado: Maloróssiya, Málaya Rossíya, Málaya Rus), fue un concepto geográfico e histórico alrededor de un territorio similar a la actual Ucrania hasta principios del siglo XX. Utilizado por primera vez por el gobernante Yuri II Boleslav del Principado de Galitzia-Volinia, quien en 1334 firmó sus decretos con el título en latín: Dux totius Russiæ minoris, lit. 'Líder de toda la Rusia pequeña', aunque la expresión griego antiguo: Μικρὰ Ῥωσία, romanizado: Mikrá Rosía, lit. 'Pequeña Rusia' fue recogida por el escritor bizantino Codinos en 1292.
Desde el siglo XVI, ha sido el nombre en los libros ortodoxos de todas las tierras de "Rusia Occidental" dentro de la Mancomunidad de Polonia-Lituania, de la que más tarde se separó la Rusia Blanca (Bielorrusia). A mediados del siglo XVII, el Imperio Ruso reorganizó la administración del estado y formó la Gobernación de Rusia Menor, que fue la entidad política que, en 1764, sucedió al Hetmanato de la Orilla Izquierda del Río Dniéper. En consecuencia, surgió una parte de la sociedad rusificada que adoptó parte de la cultura e idioma ruso y se consideraban como «pequeños rusos» (en ruso: Малороссы, romanizado: Malorosy). Antes de la revolución de 1917, una gran parte de la élite de la región había adoptado una identidad de "Pequeño Ruso" que competía con la identidad tradicional ucraniana.
En el siglo XVI, Pedro Estala dividía al Imperio ruso en una parte europea y otra asiática, y dentro del imperio la parte de Rusia la dividía en la Rusia grande (la futura Rusia), la Rusia menor (Ucrania) y la Rusia blanca (Bielorrusia).

La Rusia se divide en dos partes, asiática y europea, 6 en sus dominios antiguos y los países que posteriormente ha conquistado. La Rusia propiamente tal comprehende la Rusia grande, la Rusia menor, y la Rusia blanca. 
(..) El de la Rusia menor, la Rusia pequeña, la Rusia nueva, la Ukraina Slavódica, Kief y Belgorod.
Pedro Estala (1799)

En el siglo XVII, el término fue adoptado por el Zarato moscovita para referirse al Hetmanato cosaco o a Ucrania del Margen Izquierdo, que cayó bajo protección rusa luego del Tratado de Pereyáslav en 1654. Desde 1654 hasta 1721, el título oficial de los zares rusos nombraba: "El soberano de toda Rus, la Grande, la Pequeña y la Blanca". El término fue empleado en cartas de Bohdán Jmelnitski e Iván Sirkó.
El Diccionario Universal de Historia y Geografía (1858), definía la Rusia Menor como: región de la antigua Rusia al S.O. (Sur Oeste) de la Gran Rusia, comprendida por las gobernaciones de Kiev, Cherníhiv, Poltava, y Ucrania Slobodá.
Después del colapso del Imperio ruso tras la Revolución de Febrero de 1917, y con la fusión de los territorios ucranianos en una unidad administrativa, la República Socialista Soviética de Ucrania, el término comenzó a alejarse del uso común.
El término "Pequeña Rusia" prácticamente no se utilizó en la historiografía soviética.
Su uso posterior ha sido considerado despectivo por algunos ucranianos que consideran su uso anacrónico como ofensivo.